# Brug bij Gellik-Kompveld
De brug bij Gellik-Kompveld is een liggerbrug over het Albertkanaal nabij Gellik in de Belgische gemeente Lanaken.